# Кускельдиев, Абдрахман Есалиевич
Абдурахман Есалиевич Кускельдиев (каз. Әбдірахман Есалыұлы Құскелдиев; 1901, пос. Редутский, Гурьевский уезд Уральская область Российская империя — 1951) — политик Казахской ССР, юрист.

## Биография
В 1920—1922 гг. — делопроизводитель Самарского, затем Симбирского волисполкомов. С 1922 по 1924 год — конторщик промысла Ново-Богатинск, «Эмбанефти». В 1924—1926 годах — сначала секретарь, затем председатель Редутского волисполкома. С мая по август 1926 года был председателем Редутского союза «Копии». В августе 1926 года перешёл в Гурьевский уездный союз «Кошчи», председателем которого являлся до 1927 года.
В 1927 году начал карьеру в судебных органах и до 1928 года был народным судьёй Красной юрты Гурьевского района Западно-Казахстанской области. В 1928—1930 годах — нотариус Гурьевской окружной нотариальной конторы.
В 1930 году вступил в ВКП(б).
С 1930 по 1932 год — член Казахского отделения Верховного Суда РСФСР.
В 1934 году окончил Высшие юридических курсы при Наркомате юстиции РСФСР, слушателем которых был с 1932 года.
С 1934—1936 гг. — член Казахского отделения Верховного Суда СССР. С образованием в 1936 году Казахской ССР и до 1937 года — член Верховного Суда республики. С сентября по декабрь 1937 года занимал должность председателя Алма-Атинского областного суда. С декабрь 1937 по август 1938 г. — Председатель Верховного Суда Казахской ССР.
3 октября 1949 года арестован. 12 ноября 1949 года осуждён Особым совещанием при МГБ СССР по 58 статье Уголовного кодекса за: «Подрыв государственной промышленности, транспорта, торговли, денежного обращения или кредитной системы, а равно кооперации, совершенный в контрреволюционных целях путём соответствующего использования государственных учреждений и предприятий, или противодействие их нормальной деятельности, а равно использование государственных учреждений и предприятий или противодействие их деятельности, совершаемое в интересах бывших собственников или заинтересованных капиталистических организаций то есть промышленный саботаж» (статья 58.7); «Террористические акты, направленные против представителей советской власти или деятелей революционных рабочих и крестьянских организаций» (статья 58.8); «Всякого рода организационная деятельность, направленная к подготовке или совершению предусмотренных в настоящей главе контрреволюционных преступлений, приравнивается к совершению таковых и преследуется уголовным кодексом по соответствующим статьям.» (статья 58.11). Мера наказания — ссылка.
16 октября 1956 года реабилитирован военным трибуналом Туркестанского военного округа за отсутствием состава преступления.